# Convergência Democrática da Catalunha
A Convergência Democrática da Catalunha (em catalão: Convergència Democràtica de Catalunya, CDC) é um partido político da Catalunha, Espanha. Fundada em 1974, é um partido de ideologia liberal  e que defende a independência da Catalunha  . O seu líder histórico foi Jordi Pujol, que foi presidente da região autónoma da Catalunha de 1980 a 2004. A Convergência Democrática da Catalunha, de 1978 a 2015, fez parte da coligação Convergência e União, conjuntamente com a União Democrática da Catalunha, que ocupou papel de relevo na política de Espanha, mas terminou pela questão da independência da Catalunha. 
O atual líder é Vicenç Mauri i Claret, conta com cerca de 60.000 membros e faz parte da coligação Juntos pela Catalunha, conjuntamente com outros partidos e movimentos nacionalistas catalães.

## Resultados eleitorais

### Eleições legislativas de Espanha

#### Resultados apenas referentes à Cataluna
| Data | CI. | Votos     | %            | +/-  | Deputados | +/-     | Status            | Coligação |
| ---- | --- | --------- | ------------ | ---- | --------- | ------- | ----------------- | --------- |
| 1977 | 4.º | 514 647   | 16,9 / 100,0 |      | 5 / 47    |         | Oposição          | PDC       |
| 1979 | 4.º | 483 353   | 16,4 / 100,0 | 0,5  | 7 / 47    | 2       | Oposição          | CiU       |
| 1982 | 2.º | 772 726   | 22,5 / 100,0 | 6,1  | 8 / 47    | 1       | Oposição          | CiU       |
| 1986 | 2.º | 1 014 258 | 32,0 / 100,0 | 9,5  | 13 / 47   | 5       | Oposição          | CiU       |
| 1989 | 2.º | 1 032 243 | 32,7 / 100,0 | 0,7  | 13 / 46   | Estável | Oposição          | CiU       |
| 1993 | 2.º | 1 165 783 | 31,8 / 100,0 | 0,9  | 12 / 47   | 1       | Apoio parlamentar | CiU       |
| 1996 | 2.º | 1 151 633 | 29,6 / 100,0 | 2,2  | 11 / 46   | 1       | Apoio parlamentar | CiU       |
| 2000 | 2.º | 970 421   | 28,8 / 100,0 | 0,8  | 11 / 46   | Estável | Oposição          | CiU       |
| 2004 | 2.º | 835 471   | 20,8 / 100,0 | 8,0  | 6 / 47    | 5       | Oposição          | CiU       |
| 2008 | 2.º | 779 425   | 20,9 / 100,0 | 0,1  | 6 / 47    | Estável | Oposição          | CiU       |
| 2011 | 1.º | 1 015 691 | 29,4 / 100,0 | 8,5  | 10 / 47   | 4       | Oposição          | CiU       |
| 2015 | 4.º | 565 501   | 15,1 / 100,0 | 14,3 | 7 / 47    | 3       | Oposição          | DiL       |
| 2016 | 4.º | 481 839   | 13,9 / 100,0 | 1,2  | 8 / 47    | 1       | Oposição          |           |

### Eleições regionais da Catalunha
| Data | CI.             | Votos           | %               | +/-             | Deputados | +/-     | Status   | Coligação |
| ---- | --------------- | --------------- | --------------- | --------------- | --------- | ------- | -------- | --------- |
| 1980 | 1.º             | 752 943         | 27,7 / 100,0    |                 | 35 / 135  |         | Governo  | CiU       |
| 1984 | 1.º             | 1 346 729       | 46,8 / 100,0    | 19,1            | 56 / 135  | 21      | Governo  | CiU       |
| 1988 | 1.º             | 1 232 514       | 45,7 / 100,0    | 1,1             | 54 / 135  | 2       | Governo  | CiU       |
| 1992 | 1.º             | 1 221 233       | 46,2 / 100,0    | 0,5             | 54 / 135  | Estável | Governo  | CiU       |
| 1995 | 1.º             | 1 320 071       | 41,0 / 100,0    | 5,2             | 46 / 135  | 8       | Governo  | CiU       |
| 1999 | 2.º             | 1 178 420       | 37,7 / 100,0    | 3,3             | 43 / 135  | 3       | Governo  | CiU       |
| 2003 | 2.º             | 1 024 425       | 30,9 / 100,0    | 6,8             | 43 / 135  | Estável | Oposição | CiU       |
| 2006 | 1.º             | 935 756         | 31,5 / 100,0    | 0,6             | 34 / 135  | 9       | Oposição | CiU       |
| 2010 | 1.º             | 1 202 830       | 38,4 / 100,0    | 6,9             | 45 / 135  | 11      | Governo  | CiU       |
| 2012 | 1.º             | 1 116 259       | 30,7 / 100,0    | 7,7             | 36 / 135  | 9       | Governo  | CiU       |
| 2015 | Juntos pelo Sim | Juntos pelo Sim | Juntos pelo Sim | Juntos pelo Sim | 29 / 135  | 7       | Governo  |           |

### Eleições europeias

#### Resultados referentes apenas à Catalunha
| Data | CI. | Votos   | %            | +/-  | Deputados | +/-     | Coligação                  |
| ---- | --- | ------- | ------------ | ---- | --------- | ------- | -------------------------- |
| 1987 | 2.º | 843 322 | 27,8 / 100,0 |      | 1 / 60    |         | Convergência e União       |
| 1989 | 2.º | 665 339 | 27,5 / 100,0 | 0,3  | 1 / 60    | Estável | Convergência e União       |
| 1994 | 1.º | 806 610 | 31,5 / 100,0 | 4,0  | 2 / 64    | 1       | Convergência e União       |
| 1999 | 2.º | 843 021 | 29,3 / 100,0 | 2,2  | 2 / 64    | Estável | Convergência e União       |
| 2004 | 3.º | 369 103 | 17,4 / 100,0 | 11,9 | 1 / 54    | 1       | Galeusca - Povos da Europa |
| 2009 | 2.º | 441 810 | 22,4 / 100,0 | 5,0  | 1 / 54    | Estável | Coligação pela Europa      |
| 2014 | 2.º | 549 096 | 21,8 / 100,0 | 0,6  | 1 / 54    | Estável | Coligação pela Europa      |